# Xian de Fuyu (Heilongjiang)
Pour les articles homonymes, voir Fuyu (homonymie).
Le xian de Fuyu (富裕县 ; pinyin : Fùyù Xiàn) est un district administratif de la province du Heilongjiang en Chine. Il est placé sous la juridiction de la ville-préfecture de Qiqihar.

## Démographie
La population du district était de 299 462 habitants en 1999.